# Grand Écran (album)
Pour les articles homonymes, voir Grand écran.
Albums de Eddy Mitchell
Jambalaya Tour
(2007) Come Back
(2010)
Grand Écran est le trente-troisième album studio d'Eddy Mitchell, sorti en 2009 sur le label Polydor. Il se compose de reprises de musiques de films adaptées en français. 

## Histoire
Parmi les titres qu'Eddy Mitchell reprend, on peut citer : Knockin' on Heaven's Door de Bob Dylan, Raindrops Keep Fallin' on My Head de B. J. Thomas, Les Feuilles mortes d'Yves Montand, Hier encore de Charles Aznavour, Walk the Line de Johnny Cash,  Over the Rainbow de Judy Garland...
Selon Eddy Mitchell, « Tous ces films, ça marque toute une vie d'accro au ciné, que je suis, et c'est loin d'être fini : le cinéma joue avec l'espace-temps, c'est ce que j'ai voulu reproduire à travers ce disque, la nostalgie et le présent, quant au futur il ne dépend que de vous. »[réf. nécessaire]
L'album s'achève par une nouvelle version de La Dernière Séance, un classique d'Eddy Mitchell enregistré en 1977 sur l'album  du même nom, ici avec des arrangements entièrement revisités.

## Liste des titres
| No  | Titre                                                                        | Paroles                                                | Musique              | Durée |
| --- | ---------------------------------------------------------------------------- | ------------------------------------------------------ | -------------------- | ----- |
| 1.  | Frappe aux Portes du Paradis (du film Pat Garrett et Billy le Kid)           | Bob Dylan (en), Eddy Mitchell (fr)                     | Bob Dylan            | 4:02  |
| 2.  | Toute la Pluie Tombe sur Moi (du film Butch Cassidy et le Kid)               | Hal David (en), Maurice Tézé (fr)                      | Burt Bacharach       | 3:14  |
| 3.  | Je t'appartiens (du film Stardust)                                           | Pierre Delanoë                                         | Gilbert Bécaud       | 3:04  |
| 4.  | Comme un Étranger dans la Ville (du film Macadam Cowboy)                     | Fred Neil (en), Eddy Marnay (fr)                       | Fred Neil            | 3:03  |
| 5.  | J'Aime Avril à Paris (du film Avril à Paris)                                 | Yip Harburg (en), Jérôme Attal (fr)                    | Vernon Duke          | 2:46  |
| 6.  | Les Feuilles mortes (du film Les Portes de la nuit)                          | Jacques Prévert                                        | Joseph Kosma         | 5:13  |
| 7.  | Seize Tonnes (du film Joe contre le volcan)                                  | Merle Travis (en), Jacques Larue (fr)                  | Merle Travis         | 2:59  |
| 8.  | Pleurer des Rivières (du film La Blonde et moi)                              | Arthur Hamilton (en), Boris Bergman (fr)               | Arthur Hamilton      | 4:16  |
| 9.  | Ma plus Belle Année (du film Jungle Fever)                                   | Ervin Drake (en) (en), Eddy Marnay (fr)                | Ervin Drake (en)     | 4:24  |
| 10. | Si toi aussi tu m'Abandonnes (du film Le train sifflera trois fois)          | Ned Washington (en), Henri Contet et Max François (fr) | Dimitri Tiomkin      | 4:12  |
| 11. | Hier encore (du film La Cité des dangers)                                    | Charles Aznavour                                       | Charles Aznavour     | 2:56  |
| 12. | Je File Droit (du film Walk the Line)                                        | Johnny Cash (en), Jérôme Attal (fr)                    | Johnny Cash          | 3:05  |
| 13. | Celui qui est Seul (du film American Gangster)                               | Roy Orbison (en), Didier Golemanas (fr)                | Joe Melson (en)      | 2:42  |
| 14. | Garde-moi la Dernière Danse (du film Quand j'étais chanteur)                 | Doc Pomus (en), François Llenas et André Salvet (fr)   | Mort Shuman          | 2:25  |
| 15. | Derrière l'arc-en-ciel (du film Le Magicien d'Oz, en duo avec Melody Gardot) | Yip Harburg (en), Jérôme Attal (fr)                    | Harold Arlen         | 4:28  |
| 16. | La Dernière Séance (du film Une semaine de vacances)                         | Eddy Mitchell                                          | Pierre Papadiamandis | 4:11  |

## Personnel

### Production

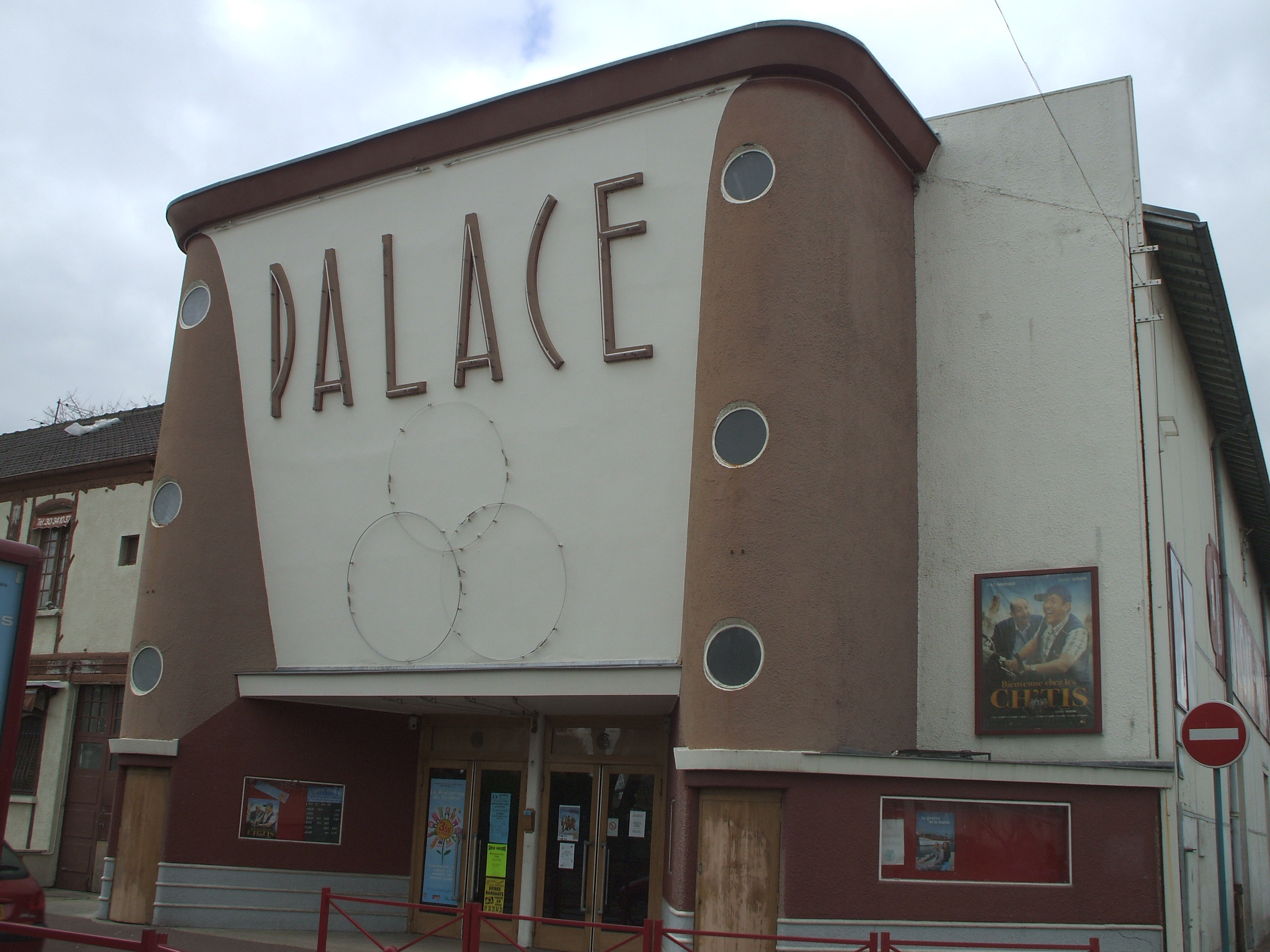
Le ciné de La dernière séance

- Réalisation, mixage : Jay Newland et Pierre Papadiamandis
- Réalisation, mixage (15) : Larry Klein, Al Schmitt, Denis Caribaux et Pierre Papadiamandis
- Enregistrement : Jay Newland
- Enregistrement (15) : Lelik Hadar
- Assistant son : Brenda Dekora
- Prise de voix à Paris : Denis Caribaux
- Prise de voix (15), Stéphane Briand
- Direction artistique : Alain Artaud
- Production exécutive: Chiquito Boivian Record
- Responsable production France : Lionel Grosheny
- Responsable production US : Joe d'Ambrosio
- Chargée de production France : Charlotte Abou-Sleiby
- Coordinateur de production US : Joann Tominaga
- Mastering : Mark Wilder